# アーチー・ロバートソン
アーチー・ロバートソン (Arthur James "Archie" Robertson、1879年4月19日- 1957年4月18日)は、イギリスの陸上競技選手。1908年ロンドンオリンピックの金メダリストである。

## 経歴
ロバートソンは、子供の頃からスポーツが万能で、最初に取り組んだスポーツは自転車であり、陸上競技に本気で取り組み始めたのは25歳からであった。
1908年3月、ロバートソンは英国クロスカントリー選手権、国際クロスカントリー選手権で優勝。さらに英国のAAAの大会の4マイル走で2位となり、ロンドンオリンピックの英国代表に選ばれる。
ロバートソンは、3200m障害に出場。予選は11分10秒で余裕の決勝進出を決める。決勝では、レースの大部分を先頭を追っていく形で進めていく。ラスト1週のベルが鳴るとまず先頭を走っていた2人のうちアメリカのジョン・アイセルを追い抜く。だが、ロバートソンはもう一人のイギリスのアーサー・ラッセルを追い抜くことができず銀メダルに終わる。しかし、ロバートソンはウィリアム・コールズ、ジョセフ・ディーキンとともに3人のチームで出場した3マイル団体競争では、アメリカを下し、金メダルを獲得した。
オリンピックの直後1908年9月に、ロバートソンは5000mで15分01秒2の世界新記録を樹立。翌1909年のシーズン終了後陸上から引退。自転車競技に復帰した。